# Цымай, Павел Максимович
Павел Максимович Цымай (род. 1 августа 1938, Винницкая область, Украинская ССР, СССР) — советский и приднестровский хозяйственный, государственный и партийный деятель. Председатель исполкома Бендерского городского Совета народных депутатов с 1984 по 1989. Заместитель председателя правительства Приднестровской Молдавской Республики с 1997 по 2000.

## Биография
Родился в 1 августа 1938 году в Винницкой области. Член КПСС с 1968 года.
С 1961 года — на хозяйственной, общественной и политической работе.
В 1961—2002 гг. — мастер, прораб строительного управления № 6 треста «Укрводстрой», начальник участка строительного управления № 23 Ровенского строительного треста, прораб, начальник участка, главный инженер строительного управления № 33 Бендерского строительного треста, начальник строительного управления № 32, заместитель председателя исполкома Бендерского городского Совета народных депутатов, второй секретарь Бендерского горкома Компартии Молдавии, председатель исполкома Бендерского городского Совета народных депутатов, первый секретарь Бендерского горкома Компартии Молдавии.
С 1997 по 2000 — заместитель председателя правительства Приднестровской Молдавской Республики.
Избирался депутатом Верховного Совета Молдавской ССР XI-го и XII-го созывов.
Живёт в Приднестровье.

## Награды
- Орден Дружбы народов (17.07.1986)
- Орден «Знак Почёта» (31.03.1981)
- Медаль «30 лет Приднестровской Молдавской Республике» (16.07.2020) — за большой вклад в защиту, становление и развитие Приднестровской Молдавской Республики, активную общественную деятельность, добросовестный труд, высокий профессионализм и в связи с 30-й годовщиной со дня образования Приднестровской Молдавской Республики[1].